# ماري لو لورد
ماري لو لورد (بالإنجليزية: Mary Lou Lord)‏ هي فنانة شارع ومغنية وعازفة قيثارة ومغنية مؤلفة وملحنة أمريكية، ولدت في 1 مارس 1965 في سالم في الولايات المتحدة.

## وصلات خارجية
- ماري لو لورد على موقع IMDb (الإنجليزية)
- ماري لو لورد على موقع ميوزك برينز (الإنجليزية)
- ماري لو لورد على موقع إن إن دي بي (الإنجليزية)
- ماري لو لورد على موقع أول ميوزيك (الإنجليزية)
- ماري لو لورد على موقع ديسكوغز (الإنجليزية)
- ماري لو لورد على موقع كينوبويسك (الروسية)